# Spartaco Fontanot
Spartaco Fontanot (Monfalcone, 17 gennaio 1922 – Suresnes, 21 febbraio 1944) è stato un attivista e partigiano italiano, combattente della Resistenza francese, il suo nome fu uno dei dieci a comparire nel famigerato Affiche rouge, pubblicato dai tedeschi dopo il processo contro il gruppo Manouchian.

## Biografia
Nato in una famiglia antifascista costretta ad emigrare in Francia nel 1924 per sfuggire alle persecuzioni fasciste, Fontanot Dopo le scuole elementari, frequenta l'istituto tecnico di Puteaux, dove si diplomò come montatore, tornitore e disegnatore. Costretto a rinunciare agli studi universitari per aiutare la famiglia, iniziò a lavorare come tornitore in una piccola fabbrica a Courbevoie.
Nel marzo 1943, in seguito all'arresto del padre e della sorella, Fontanot abbandonò la casa paterna temendo la deportazione in Italia. Grazie alla gioventù comunista riuscì a contattare i partigiani dell'FTP. Entrò così nel gruppo con il nome di battaglia di Paul e la matricola 10166. Il 1º aprile 1943 Fontanot entrò poi in clandestinità, divenne un FTP permanente, assunse il nome battaglia Lantier e si trasferì in una casa sicura a Montreuil-sous-Bois.
Inquadrato nel 3º distaccamento dell'FTP-MOI, una forza partigiana composta da immigrati o figli d'immigrati, Fontanot partecipò a numerose azioni contro le forze d'occupazione naziste e i loro alleati collaborazionisti. Il 4 maggio 1943 prese parte all'attacco con granate agli uffici del Fascio a Parigi. Nel giugno 1943, assieme a Marcel Rajman, Léo Kneler e Raymond Kojitski, fu assegnato alla squadra speciale, incaricata di azioni particolari contro le forze d'occupazione. Il 10 luglio successivo fece parte della squadra che lanciò esplosivi contro il Feldkommandantur a Choisy-le-Roi. Il 28 luglio partecipò a un fallito attentato contro il generale von Schaumburg, comandante della Grande Parigi. Il 20 agosto, la squadra speciale uccise un capitano tedesco a Le Kremlin-Bicêtre. Il 29 settembre 1943 avrebbe dovuto partecipare anche all'attentato contro Julius Ritter, capo dello STO, ma fu sostituito all'ultimo momento da Léo Kneler. Partecipò all'azione del 20 ottobre, quando una granata venne lanciata dai partigiani all'interno di un ristorante frequentato da soldati tedeschi.
Gli ispettori del BS2 arrestarono il 13 novembre 1943 nella sua casa di Montreuil-sous-Bois. Durante la perquisizione furono rinvenute una pistola automatica, documenti e volantini. Fu interrogato, picchiato e torturato. Consegnato ai tedeschi e imprigionato a Fresnes, Fontanot comparve assieme a suoi ventitré compagni di lotta il 18 febbraio 1944 davanti al tribunale di Gross Paris. La stampa collaborazionista, tra cui Le Matin, riportò: "Il tribunale militare tedesco sta processando 24 terroristi che hanno commesso 37 attentati e 14 deragliamenti. Un armeno, Missak Manouchian, era a capo di questa folla internazionale che uccideva e distruggeva per 2.300 franchi al mese".
Fu condannato a morte al termine di un processo sommario. Scrisse ai parenti:
mia cara mamma,
mia cara sorella,
tra qualche minuto sarò partito per andare a raggiungere Nerone perché oggi alle 15 avrà luogo la mia fucilazione. Mio caro papà, io muoio, ma bisogna che il dolore non vi abbatta, te e la mia mamma; bisogna che siate forti come lo sono io in questo momento. La mia morte non è un fatto straordinario, bisogna che nessuno si stupisca e nessuno si lamenti; ne muoiono tanti sui fronti e sotto i bombardamenti che non è affatto strano che io, un soldato, cada anch’io. Si, capisco che sarà duro per voi che mi amate di non vedermi più ma, ancora una volta, ve ne scongiuro, non dovete piangere. Vi scrivo queste righe con mano ferma: la morte non mi fa paura. Avrei voluto ancora una volta stringervi al petto, ma non ne ho il tempo. Durante la mia prigionia ho pensato spesso a voi ma non ho mai avuto un momento di debolezza: spero che così sarà anche per voi. Miei cari genitori, termino questa breve lettera abbracciandovi forte e gridandovi coraggio.
Papà, mamma e sorellina, addio.
Spartaco»
so che di tutti e di tutte sei quella che soffrirà di più ed è a te che rivolgerò il mio ultimo pensiero. Non bisogna prendersela con nessuno per la mia morte, perché io stesso ho scelto il mio destino. Non so cosa scriverti perché, anche se la mia mente è lucida, non trovo le parole. Mi ero arruolato nell’Esercito di Liberazione e muoio proprio quando la vittoria già brilla… Sarò fucilato fra poco insieme ad altri 2S compagni. Dopo la guerra potrai far valere i tuoi diritti alla pensione. Il carcere ti farà avere le mie cose; conservo la maglia, di papà perché il freddo non mi faccia tremare. Mia cara sorella, non bisogna pensare troppo a me, non essere triste; sposa un bravo ragazzo e ai tuoi figli parlerai di questo zio che non hanno conosciuto. Mio caro papà, devi essere forte, del resto non è possibile che l’uomo e la donna che mi hanno messo al mondo non siano forti. Ancora una volta vi dico addio. Coraggio.
Vostro figlio Spartaco»
Fu fucilato il 21 febbraio 1944 nella fortezza di Mont-Valérien alle 15.24 insieme a ventuno dei suoi compagni (quattro dei quali italiani).
Il suo nome comparve nell'Affiche rouge pubblicato dai tedeschi: "Fontanot, comunista italiano, 12 attentati". Viene sepolto nel cimitero parigino d'Ivry.
Anche due cugini di Spartaco Fontanot, Nerone e Jacques, entrambi partigiani, furono uccisi dai tedeschi durante la guerra.

## Omaggi
Il nome di Fontanot è inciso sulle targhe commemorative dedicate al gruppo Manouchian al 19 di rue au Maire a Parigi (III arrondissement), a Marsiglia, vicino alla stazione di Évry-Petit-Bourg dove furono arrestati Missak Manouchian e Joseph Epstein (colonnello Gilles) e a Blanc-Mesnil (Seine-Saint-Denis), nonché sulla campana commemorativa di Mont-Valérien e sul monumento ai caduti di Nanterre.
Il 21 febbraio 2024, con l'ingresso di Missak e Mélinée Manouchian nel Pantheon è stato inserito nell'elenco dei "Morti per la Francia", insieme ad altri 23 compagni. Alla cerimonia ha partecipato il presidente francese Emmanuel Macron. Una targa con il suo nome e quello dei 23 membri del gruppo di resistenza di Manouchian è stata affissa al Panthéon.
Le lettere d'addio di Fontanot verranno pubblicate nel 1954 nelle Lettere di condannati a morte della Resistenza europea.